# Zona Histórica de Ponce

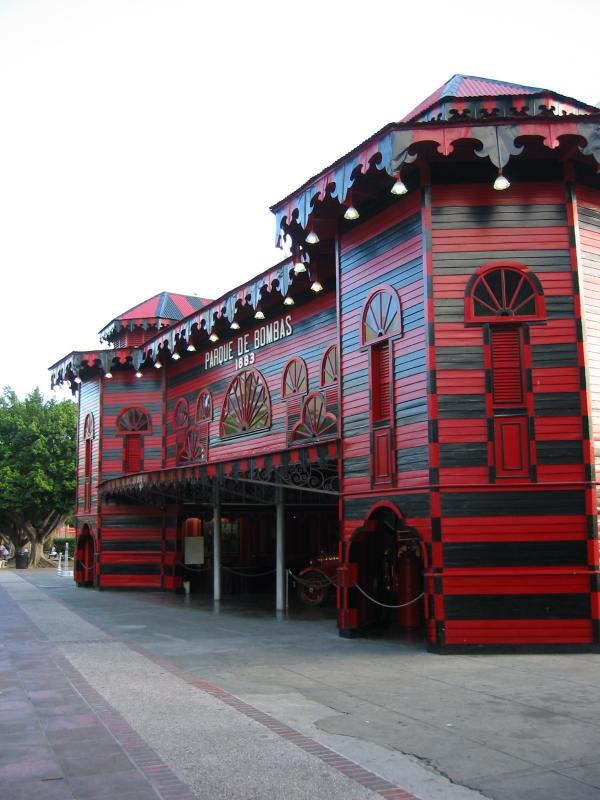
El Parque de Bombas de 1882, por mucho tiempo el símbolo icónico de la ciudad.

La Zona Histórica de Ponce es un centro histórico en el núcleo urbano de Ponce, Puerto Rico, compuesto por edificios y estructuras de arquitectura que datan de finales del siglo XIX y principios del siglo XX. La zona fue designada originalmente en 1962, e inicialmente incluía sólo el núcleo central de la ciudad, pero desde entonces se ha ampliado para incluir un área mucho más grande. El 17 de noviembre de 2005, el entonces Gobernador de Puerto Rico, Aníbal Acevedo Vilá, firmó la Orden Ejecutiva N.º 72, que aprueba el centro histórico de Ponce como Centro Histórico del Primer Orden. La zona se la conoce por varios nombres, entre ellos Ponce Tradicional, Ponce Centro, Ponce Histórico, y el Distrito Histórico.

## Trasfondo
La zona se encuentra en lo que se denomina Ponce Pueblo - el centro de la ciudad central y el área más antigua de la ciudad. Si bien hay varios caminos que conducen a ella, lo más típico es la entrada es a través de PR-2 que, en su extremo sur, por la calle avenida Hostos, doblar hacia la izquierda en la calle Isabel II, lo que lleva al corazón de Ponce en la Plaza Las Delicias. Un mapa de la zona cubierta de la Zona Histórica de Ponce está disponible por parte del gobierno del municipio de Ponce. Además de la Plaza Las Delicias, con su singular Parque de Bombas y la Catedral de Ponce, la zona incluye monumentos como el Casa Alcaldía de Ponce, Residencia Armstrong-Poventud, Ponce High School, y Panteón Nacional Román Baldorioty de Castro. Numerosas otras atracciones en esta zona histórica se enumeran en el Registro Nacional de Lugares Históricos, como el Banco de Ponce, Casa Paoli, y el Museo de la Masacre de Ponce. Otros, como el Teatro Fox Delicias, Teatro La Perla, Plaza del Mercado, Paseo Atocha que no se incluyen, pero poseen un valor histórico significativo.  Las esquinas de la calle en la mayor parte de esta zona son tipo chaflán, típico de Barcelona, España.
En los últimos años un intenso proyecto de revitalización de US $ 400 millones de dólares llamado «Ponce en Marcha»  ha aumentado en la zona histórica de la ciudad, de 260 a 1.046 edificios. El proyecto Ponce en Marcha fue concebido en 1985 por el entonces gobernador Rafael Hernández Colón durante su segundo mandato en La Fortaleza. Un número significativo de edificios en Ponce se enumeran en el Registro Nacional de Lugares Históricos. 
La organización sin fines de lucro Project for Public Spaces (PPS), enumeró el centro histórico de Ponce como uno de los 60 Mejores Lugares del Mundo por su «elegantemente preservado exhibición de la cultura caribeña».

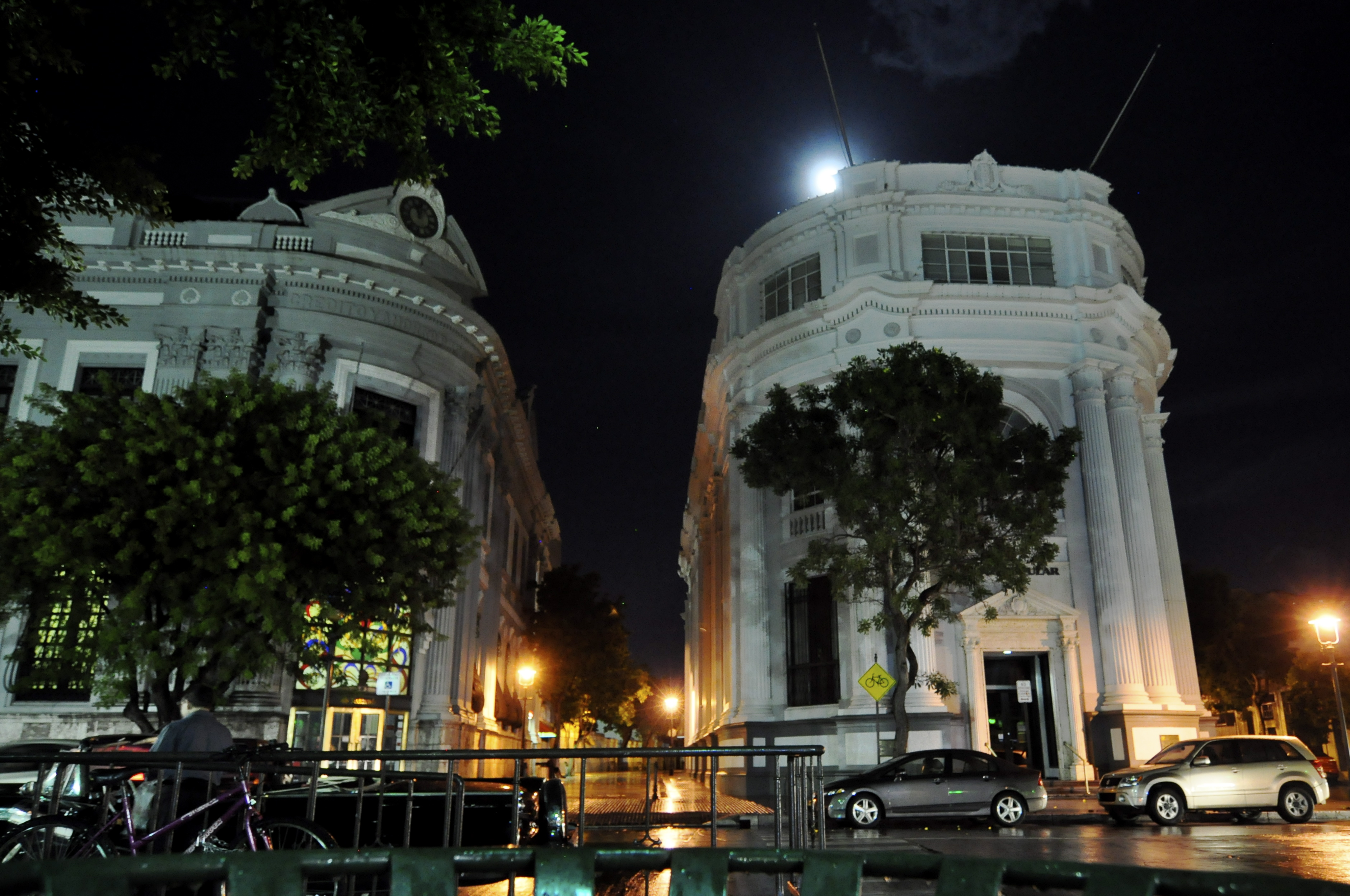
Antiguo Banco Crédito y Ahorro Ponceño y Banco de Ponce. El Banco de Ponce se fusionó con el Banco Popular de Puerto Rico, y el Banco Crédito y Ahorro Ponceño con el Banco Santander.
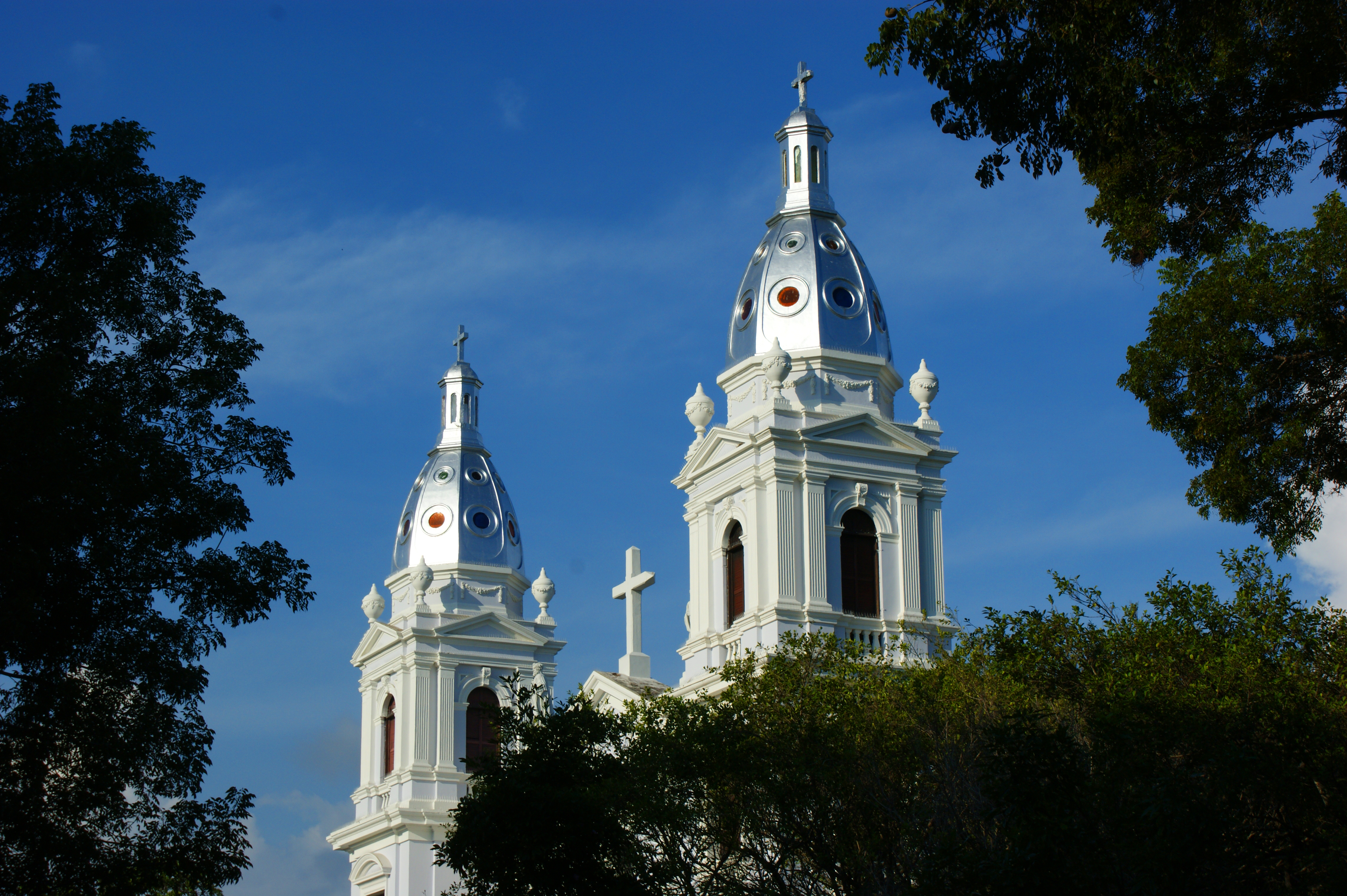
Cúpulas de la Catedral de Nuestra Señora de Guadalupe ubicada en el centro de la Plaza de Recreo Las Delicias.

## Barrios
La Zona Histórica de Ponce tiene sus orígenes a finales del siglo XVI y se compone de los siguientes barrios:
- Primero
- Segundo
- Tercero
- Cuarto
- Quinto
- Sexto